# Zastava Svetog Martina
Službena zastava Svetog Martina je zastava Francuske. U uporabi je i neslužbena zastava, koja predstavlja pokret otcjepljenja od Gvadalupe.